# Gabriel Ludwig Henckel von Donnersmarck
Gabriel Ludwig Graf Henckel von Donnersmarck (geb. 9. März 1750 in Neudeck; gest. 17. Februar 1798 in Carlsbad) war ein preußischer Landrat.

## Leben

Stammwappen der Henckel von Donnersmarck

Gabriel Ludwig Henckel von Donnersmarck war Angehöriger der österreichisch-deutschen Adelsfamilie Henckel von Donnersmarck. Er war der Sohn von Carl Erdmann Henckel von Donnersmarck (1695–1760), Eigentümer des Majorats Neudeck und dessen Ehefrau Anna Susanna (1713–1761), geb. von Larisch auf Nikoline. Seine Karriere begann er beim Preußischen Heer, wo er 1775 Cornet im Kürassier-Regiment von Arnim und 1778 zum Leutnant befördert wurde. Nach Ende seines Militärdienstes widmete er sich wohl der Landwirtschaft. Er war Erbherr auf Schönheide sowie Mittel- und Nieder-Schreibendorf. Nach dem Tod von George Friedrich von Wentzky und Petersheyde, wurde er am 3. November 1790 mittels Ordre zu dessen Nachfolger als Landrat des Kreises Strehlen ernannt. Das Amt als Landrat übte er bis zu seinem Tod im Jahr 1798 aus, sein Nachfolger wurde Carl Julius Wilhelm von Prittwitz und Gaffron.

## Persönliches
Gabriel Ludwig Henckel von Donnersmarck war seit 1744 Freimaurer. 1771 heiratete er in erster Ehe Maria Theresia Freiin von Gruttschreiber (1745–1792). Ein Sohn aus dieser Ehe war Lazarus Adam Aloysius Emanuel Graf Henckel von Donnersmarck (1785–1876). In zweiter Ehe war er seit 1793 mit Amalie von Schkopp (1776–1797) verheiratet. Sein ältester Bruder war der Landrat des Landkreises Beuthen und Direktor der Ober-Schlesischen Landschaft Erdmann Gustav Henckel von Donnersmarck (1732–1805). Der zweite ebenfalls ältere Bruder war der Generalmajor Elias Maximilian Graf Henckel von Donnersmarck (1746–1827).